# Corfu (Washington)
Corfu az Amerikai Egyesült Államok északnyugati részén, Washington állam Grant megyéjében elhelyezkedő önkormányzat nélküli település.
Corfu postahivatala 1910 és 1943 között működött. A település nevét Korfu szigetéről kapta.

## Fordítás
Ez a szócikk részben vagy egészben  a   Corfu, Washington című angol Wikipédia-szócikk ezen változatának fordításán alapul.  Az eredeti cikk szerkesztőit annak laptörténete sorolja fel. Ez a jelzés csupán a megfogalmazás eredetét és a szerzői jogokat jelzi, nem szolgál a cikkben szereplő információk forrásmegjelöléseként.